# Naborów
Naborów (niem. Neudorf) – wieś w Polsce położona w województwie dolnośląskim, w powiecie wołowskim, w gminie Brzeg Dolny.

## Podział administracyjny
W latach 1975–1998 miejscowość administracyjnie należała do województwa wrocławskiego.

## Krótki opis
Wieś ma zachowany stary słowiański układ owalnicy. Położona jest w dolinie Odry, 6 km na zachód od Brzegu Dolnego, na wysokości 135–141 m n.p.m. Założona została w 1300 r. pod nazwą Neudorf bei Dyhernfurth, którą nosiła do 1945 r.

## Zabytki
Do wojewódzkiego rejestru zabytków wpisany jest:
- kościół filialny pw. św. Anny, filia parafii Chrystusa Króla w Brzegu Dolnym, gotycki, zbudowany w XV w., jednonawowy, przebudowany w stylu barokowym w początkach XVIII w.

Inne zabytki:
- przedwojenna metalowa latarnia lotnicza, wskazująca trasę Berlin-Gliwice[5].